# Maduk
Mark van der Schoot (* 4.10.1990, Amsterdam, Nizozemsko), známější pod pseudonymem Maduk, je DJ a producent reprezentující liquid drum and bass.

## Biografie
Mark van der Schoot pochází z Amsterdamu a lze označit za vycházející hvězdu liquid drum and bassu. S produkcí elektronické hudby začal Maduk v roce 2010, přičemž se učil převážně sám a využíval své znalosti z audio inženýrství, které studoval 2 roky na konzervatoři.  
Na hudební scéně dal o sobě Maduk poprvé vědět v roce 2011, kdy byl vydán jeho první track s názvem "Avalon", a to vydavatelstvím Liquicity Records. Poté následovaly další úspěšné tracky, mezi nejpopulárnější patří "Ghost Assassin", na kterém se vokály podílela Veela , "Feel Good" či "Never Again". Vedle vlastní produkce se Maduk věnuje i remixům, za všechny lze uvést remix k tracku "All I Know" od britského dua Matrix & Futurebound či mezi fanoušky oblíbený remix k hlavní znělce seriálu Pokémon.  
Za rok 2014 byl oceněn jako "Best Newcomer Producer" na prestižních Drum & Bass Arena Awards. Za rok 2015 zvítězil v kategorii "Best Newcomer DJ".
V září roku 2015 podepsal spolupráci s Hospital Records, které lze považovat za vydavatelství sdružující nejpopulárnější interprety liquid drum and bassu a zařadil se mezi jména jako je High Contrast, Netsky, Logistics a další.

## Liquicity

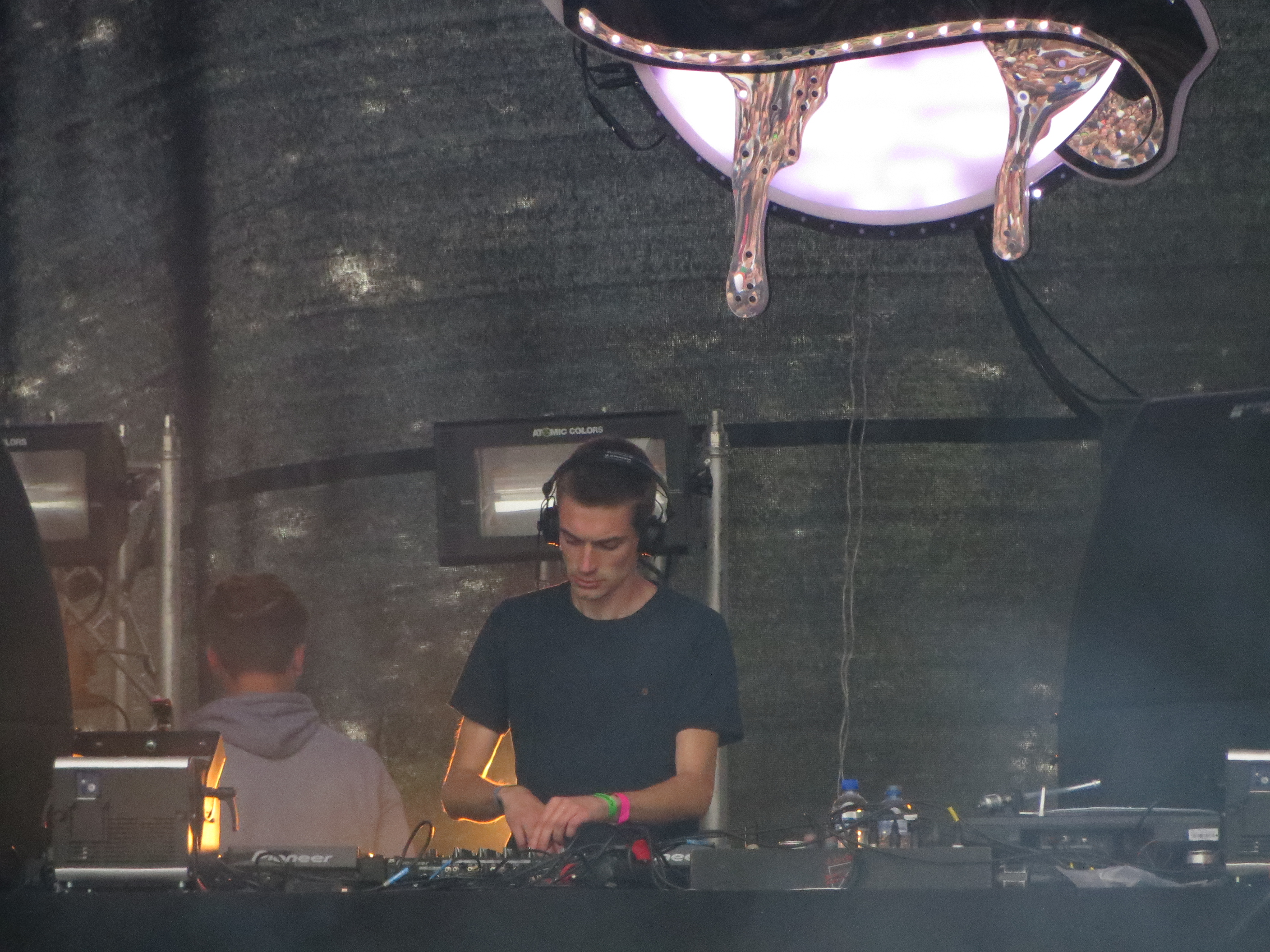
Maduk účinkující na Liquicity Festivalu 2015

Maduk je pevně spojen s vydavatelstvím Liquicity Records. Liquicity bylo založeno v roce 2008 Madukovým kamarádem Marisem Goudzwaardem jako youtubový kanál a rychle stalo se místem, kde se soustřeďovala komunita posluchačů liquid drum and bassu. Postupem času se do chodu Liquicity začal angažovat i samotný Maduk. Liquicity Records vydalo několik alb a tracků a od roku 2013 jsou pod Liquicity organizovány i drum and bassové akce.
Od roku 2012 je každoročně Madukem sestavován Liquicity Yearmix (dostupný např. na youtube) obsahující v jedné hodině mix více než 50 předních hitů liquid drum and bassu daného roku.  
Liquicity sdružuje liquid drum and bassové interprety jako je Rameses B, Feint, Champion, Fliwo či NCT. 
Poté, co v září roku 2015 Maduk podepsal spolupráci s Hospital Records, částečně ukončil své působení v Liquicity, kdy již jeho vlastní tracky nebudou moct být vydávány pod Liquicity Records. Maduk se však vyjádřil, že bude i nadále pokračovat v sestavování Liquicity Yearmixů, účastnit se akcí pořádaných Liquicity či bude vytvářet remixy. 

## Diskografie
Níže jsou uvedeny některé tracky produkované Madukem. 
- Maduk - Avalon
- Maduk - Levitate
- Maduk - Hourglass
- Maduk feat. Veela - Ghost Assassin
- Maduk - Take You There
- Maduk - Voyager
- Maduk - Hold On
- Maduk - Never Again
- Maduk - Feel Good
- Maduk feat. Hebe Vrijhof - Believe
- Maduk feat. Hebe Vrijhof - Life
- Maduk - Don't Be Afraid
- Maduk - How Could You
- Maduk feat. Logistics - Solarize
- Maduk - Not Alone